# Eta Virginis
Eta Virginis (Zaniah, 15 Virginis) é uma estrela na direção da constelação de Virgo. Possui uma ascensão reta de 12h 19m 54.39s e uma declinação de −00° 40′ 00.3″. Sua magnitude aparente é igual a 3.89. Considerando sua distância de 250 anos-luz em relação à Terra, sua magnitude absoluta é igual a −0.53. Pertence à classe espectral A2IV.